# Henryk Kwieciński
Henryk Kwieciński (ur. 15 lipca 1916 w Smolicach, zm. ?) – polski działacz partyjny i państwowy, inżynier mechanik, podsekretarz stanu w Ministerstwie Przemysłu Maszynowego (1955–1956) i Ministerstwie Przemysłu Maszynowego (1956).

## Życiorys
Syn Franciszka i Walentyny. W 1934 ukończył Gimnazjum Matematyczno-Przyrodnicze, a w 1938 Wydział Mechaniczny Państwowej Wyższej Szkoły Budowy Maszyn i Elektrotechniki w Poznaniu. Od 1938 asystent w Fabryce Sprawdzianów w Warszawie, w 1940 wywieziony na roboty przymusowe jako monter w Zakładach „Otto Fridrichs” w III Rzeszy.
W 1945 powrócił do Polski, po czym do 1948 pracował jako inżynier, kierownik działu i wydziału konstrukcyjnego w Zaodrzańskich Zakładach Budowy Maszyn i Wagonów „Zastal” w Zielonej Górze. W 1948 został dyrektorem technicznym w Dyrekcji Stoczni Odrzańskich we Wrocławiu, a od 1950 do 1952 był dyrektorem ds. inwestycji i wicedyrektorem ds. produkcji specjalnej w Zakładach Metalowych im. Józefa Stalina w Poznaniu. Następnie główny inżynier i wicedyrektor ds. technicznych w Zakładach Mechanicznych im. Stalina w Łabędach (1952–1954), dyrektor naczelny Centralnego Zarządu Przemysłu Maszyn Budowlanych w Warszawie (1954–1955) oraz Centralnego Zarządu/Zjednoczenia Przemysłu Sprzętu Mechanicznego (1956–1958). W 1960 został dyrektorem Centrali Handlu Zagranicznego „Motoimport”.
Od 1947 członek Polskiej Partii Robotniczej, następnie w szeregach Polskiej Zjednoczonej Partii Robotniczej. Od czerwca 1955 do lipca 1956 zajmował stanowisko podsekretarza stanu w Ministerstwie Przemysłu Motoryzacyjnego, a do lipca do października 1956 w Ministerstwie Przemysłu Maszynowego.

## Odznaczenia
W 1954 odznaczony Złotym Krzyżem Zasługi.